# Grundschule Bad Suderode

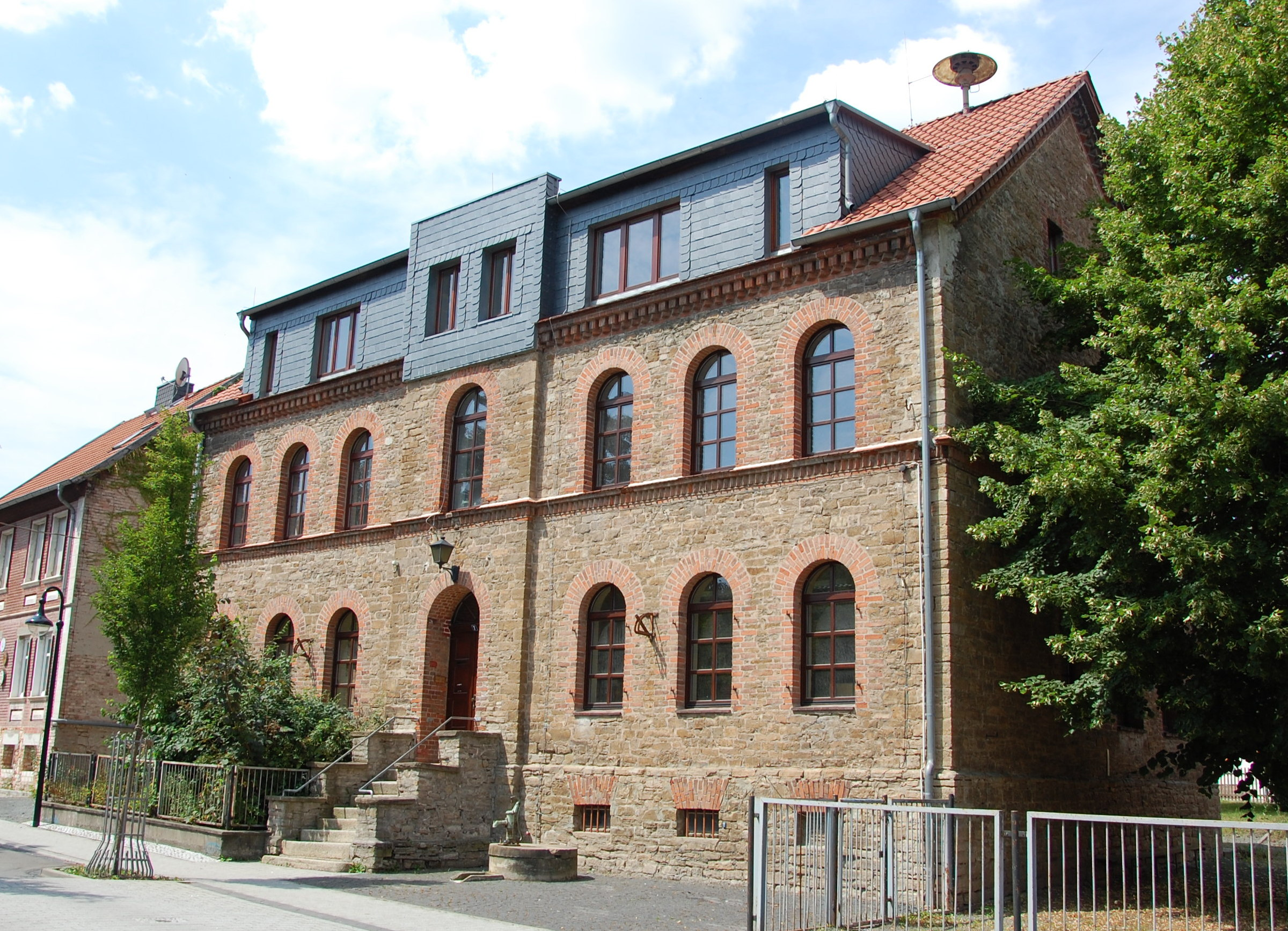
Grundschule Bad Suderode

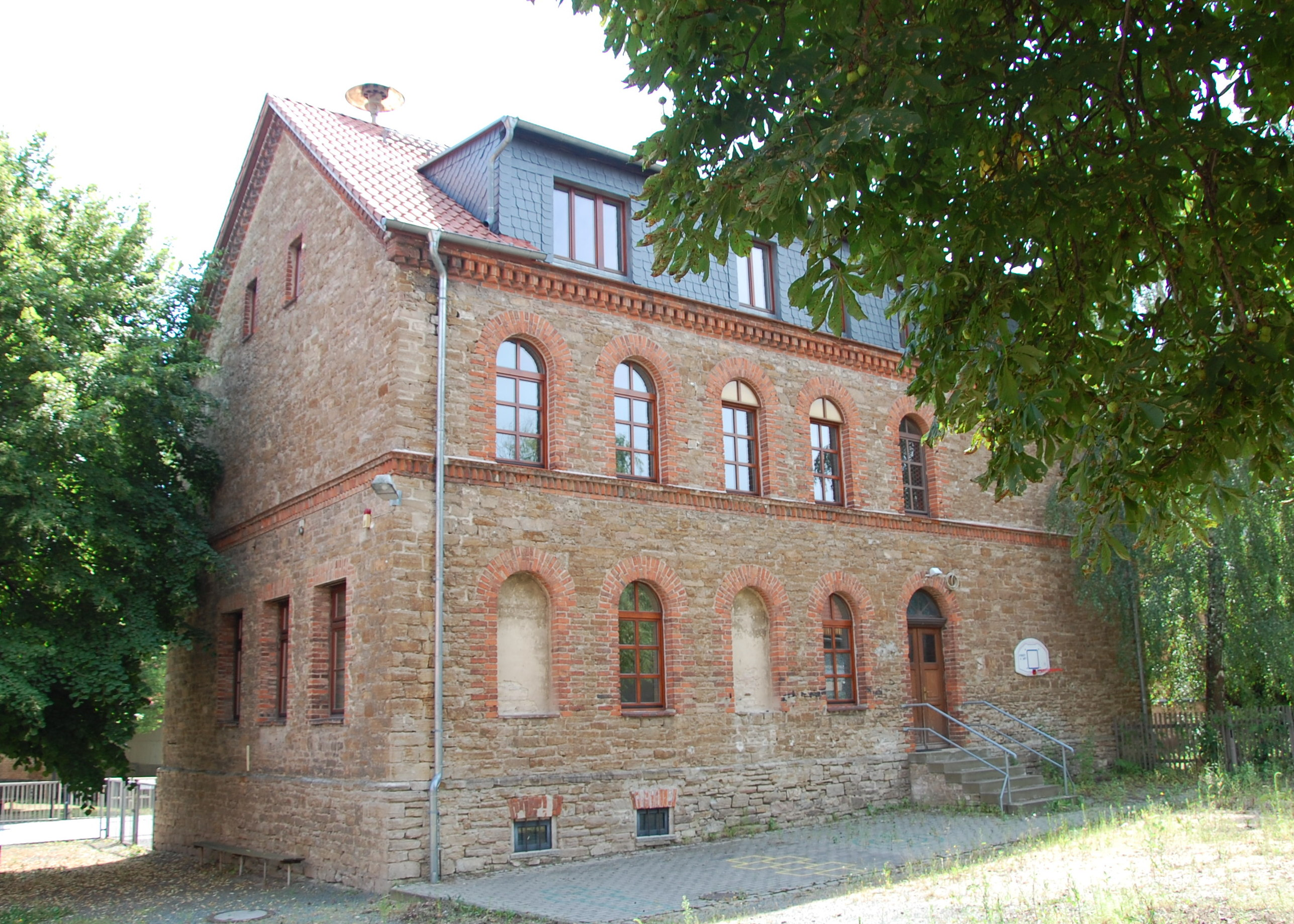
Hofseite

Die Grundschule Bad Suderodes ist ein denkmalgeschütztes Schulgebäude im zur Stadt Quedlinburg in Sachsen-Anhalt gehörenden Ortsteil Bad Suderode. Sie wurde bis 2012 als Grundschule genutzt und steht jetzt (Stand 2014) leer.

## Lage
Die Schule befindet sich im nördlichen Teil des Ortskerns Bad Suderodes, auf der Westseite der Schulstraße. Im örtlichen Denkmalverzeichnis ist das Gebäude als Schule eingetragen. Auf der gegenüberliegenden Straßenseite befindet sich die Alte Kirche Bad Suderode.

## Architektur und Geschichte
Das Schulgebäude entstand als Typenbau in der Mitte des 19. Jahrhunderts. Die siebenachsige Fassade besteht aus Bruchsteinen und ist symmetrisch angelegt. Die Gesimse sowie die Gewände von Fenstern und Türen sind aus Backsteinen erstellt.
Die Raumaufteilung ist weitgehend original. Es sind auch noch originale Ausstattungselemente wie Fenster, Türen, Beschläge sowie die Treppe erhalten. Hofseitig wurde noch 2007 ein kleiner Bruchsteindurchgang beschrieben.
Zur Schule gehörte ein in der ersten Hälfte des 18. Jahrhunderts entstandenes in Fachwerk ausgeführtes Wirtschaftsgebäude, das jedoch im Jahr 1999 abgerissen wurde.
Anfang der 2000er Jahre erfolgten Sanierungsarbeiten am Gebäude. Im Frühjahr 2012 wurde ein Feuerschutzbericht vorgelegt, der Brandschutzmängel auswies und zur sofortigen Räumung der Schule führte. Die Grundschule Bad Suderode zog daher zunächst in den Trakt II der Sekundarschule Gernrode auf dem Hagenberg. Für den Zeitraum ab dem Schuljahr 2013/14 wurde die Fusionierung der Grundschule Bad Suderode mit der Grundschule Gernrode beschlossen. Hintergrund der Entscheidung waren die im Planungszeitraum bis 2018/19 prognostizierten geringen Schülerzahlen zwischen 29 und 37 Kindern.